# Yamanashi Chūō Bank Stadium
Das Yamanashi-ken Kose Sports Kōen rikujōkyōgijō (jap. 山梨県小瀬スポーツ公園陸上競技場, „Leichtathletik-Stadion im Kose-Sportpark der Präfektur Yamanashi“), nach Namensrechteverkauf derzeit Yamanashi Chūgin Stadium (山梨中銀スタジアム), engl. Yamanashi Chūō Bank Stadium, ist ein Fußballstadion im Kose-Sportpark der japanischen Großstadt Kofu, Präfektur Yamanashi. Es ist die Hauptspielstätte des Fußballvereins Ventforet Kofu (J1 League).

## Geschichte
Das Stadion wurde 1986 eröffnet und wie die weiteren Anlagen im Kose-Sportpark anlässlich der in der Präfektur Yamanashi ausgerichteten 41. kokumin taiiku taikai („Volkssportfest“; engl. National Sports Festival) errichtet. Ursprünglich besaß die Anlage nur eine Haupttribüne, die übrigen Seiten bestanden aus mit Gras bewachsenen Wällen, auf denen die Zuschauer Platz nehmen konnten.
Eine erste Erweiterung wurde im Jahr 1997 als Vorbereitung für die Aufnahme des Fußballvereins Ventforet Kofu in die J. League durchgeführt. Unter anderem wurde der Grashügel auf der Gegengerade abgetragen und durch eine Tribüne ersetzt, ferner wurden eine Flutlichtanlage sowie eine Anzeigetafel installiert. Mit Erreichen der J. League Division 1 wurden auch die Hügel in den beiden Kurven durch feste Tribünen ersetzt, die beiden Geraden erhielten einen zweiten Rang.
Die Spielstätte mit 17.000 Plätzen wird momentan hauptsächlich für Fußballspiele genutzt, zudem finden gelegentlich Rugby-Spiele der japanischen Top League statt. 2011 erwarb das Kreditinstitut Yamanashi Chūō Ginkō (engl. The Yamanashi Chūō Bank) die Namensrechte für fünf Jahre.